# RIVA 128ZX
Dentro de la historia del hardware para gráficos, la RIVA 128ZX —publicada por nVidia a principios de 1998— fue una versión actualizada de su predecesora, la RIVA 128 o NV3. Al igual que aquella, fue una de las primeras unidades de procesamiento gráfico integrada en tarjetas gráficas de consumo masivo que incorporó aceleración 3D junto con la ya conocida aceleración 2D y de video.  
Esta versión incrementaba la capacidad de la NV3, admitiendo hasta 8 MiB e incrementando la frecuencia RAMDAC a 250 MHz. Estos añadidos permitieron a RIVA 128 ZX soportar mayores resoluciones y tiempos de refresco. El siguiente chip gráfico de nVidia relevante fue el RIVA TNT, lanzado en junio de 1998. Posee soporte AGP 2X. 
Las características clave de la tarjeta son:
- VGA/SVGA rápida de 32 bits.
- Aceleración 2D/GUI/DirectDraw a 128 bits.
- Aceleración compatible con Direct3D.
- Conectores compatibles con RIVA 128.
- Interfaz framebuffer de 1.6 Gbyte/s a 100Mhz, 128 bits y 8Mbyte de SGRAM.
- Soporte SDRAM de 16 Mbit para framebuffer de 8 MBytes.
- Aceleración video por DirectDraw/DirectVideo, MPEG-1/2 y Indeo.
- Conversión espacial de color plana 4:2:0 y empaquetada 4:2:2 X e Y suavizados en escalado de imagen
- Paleta-DAC de 250MHz, soporta hasta resoluciones de 1600x1200@85Hz.
- Salida NTSC y PAL con filtro de parpadeo.
- Puerto de video multifunción con interfaz en serie.
- Bus DMA Puerto de Aceleración Gráfica (AGP)  soporte de hasta 133MHz y modo de transmisión de datos 2X.
- Bus DMA con interfaz PCI 2.1.
- Soporte para interfaz de gestión de energía ACPI
- CMOS 0.35 micron 5LM
- 300 PBGA